# Bairro da Cooperativa "O Lar Familiar"

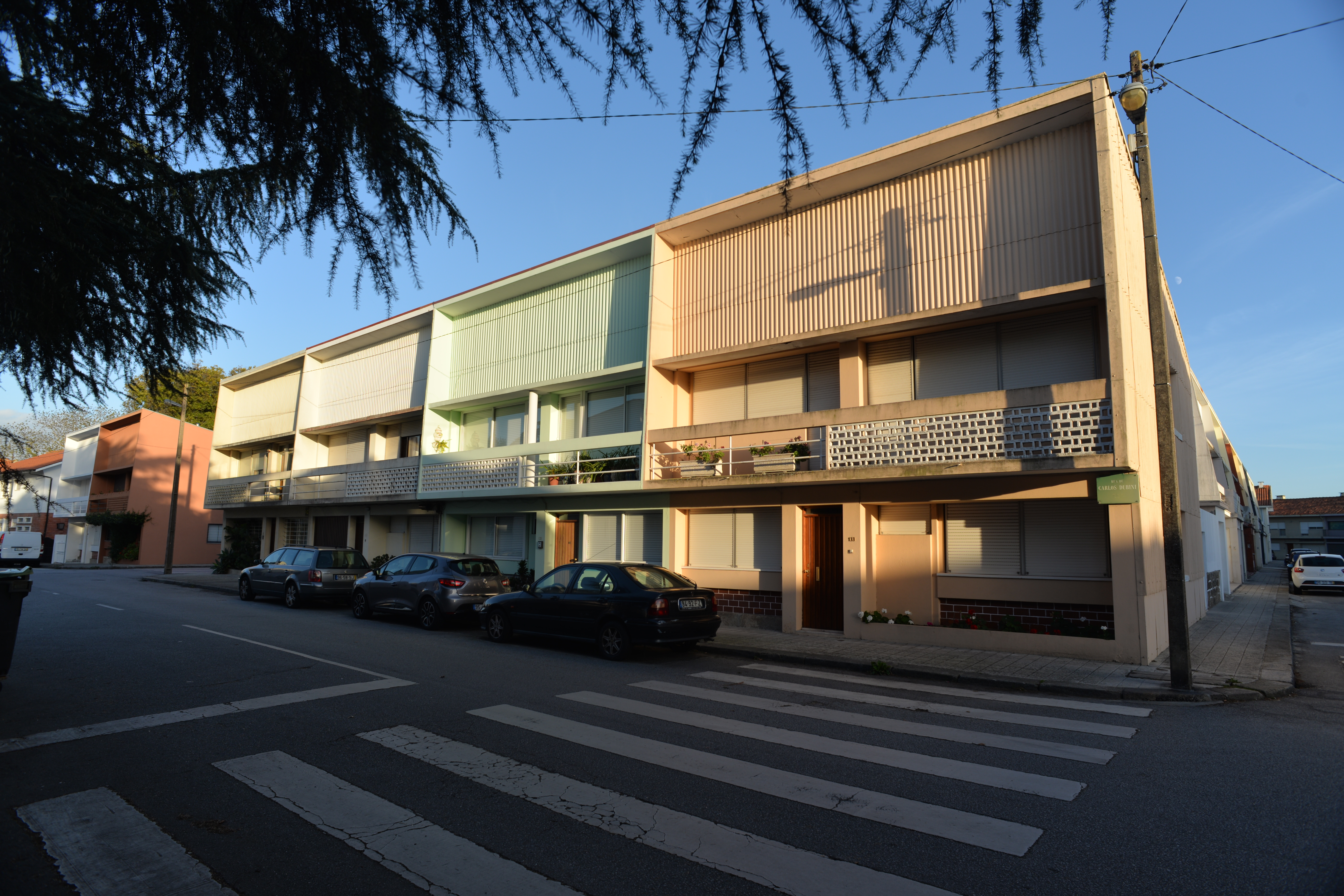

O bairro da Cooperativa O Lar Familiar é um bairro na freguesia de Lordelo do Ouro, na cidade do Porto. É um dos mais notáveis exemplos da arquitectura moderna na cidade do Porto.
Foi projetado em 1950 pelo arquiteto Mário Bonito a convite da cooperativa de habitação O Lar Familiar, uma associação de moradores com fundos privados. O bairro organiza-se em torno de uma praça central. Todas as habitações são moradias unifamiliares de dois pisos